# Ката (пляж)
Ката́ (Ката Яй, тайск. หาดกะตะ) — один из трёх основных, оживлённых и посещаемых песчаных пляжей западного побережья острова Пхукет в Андаманском море. Граничит на севере с пляжем Карон, на юге — с пляжем Ката-Ной. Находится в 10 километрах к югу от пляжа Патонг, в 17 километрах от города Пхукет и в 47 километрах от аэропорта Пхукет. Административно относится к тамбону Карон в провинции Пхукет. Начавшееся в середине 1970-х годов развитие туристической индустрии привело к формированию крупной курортной зоны в области Ката. Пляж Ката получил большие повреждения 26 декабря 2004 года во время землетрясения в Индийском океане, вызвавшего катастрофическое цунами.
Длина береговой линии 1,5 километра, береговая линия имеет форму полумесяца. Ширина пляжа 70 метров в северной части и 50 метров — в южной. Напротив пляжа находится остров Пу. В северной части пляжа Като находится коралловый риф, который тянется в сторону острова Пу. У пляжа растут мангровые деревья и кокосовые пальмы, находятся малоэтажные строения (отели, бунгало, туристические компании, рестораны, бары и клубы). Между пляжем Ката, пляжем Карон и городом Пхукет курсирует регулярный автобус (сонгтео).